# Geranomyia bifurcula
Geranomyia bifurcula is een tweevleugelige uit de familie steltmuggen (Limoniidae). De soort komt voor in het Palearctisch gebied.